# Levkokhóri (ort i Grekland, Mellersta Makedonien)
Levkokhóri (Lefkochori) är en ort i Grekland.   Den ligger i prefekturen Nomós Thessaloníkis och regionen Mellersta Makedonien, i den norra delen av landet, 300 km norr om huvudstaden Aten. Levkokhóri ligger 656 meter över havet och antalet invånare är 236.
Terrängen runt Levkokhóri är huvudsakligen lite kuperad. Levkokhóri ligger uppe på en höjd. Runt Levkokhóri är det glesbefolkat, med 12 invånare per kvadratkilometer. Närmaste större samhälle är Kilkis, 17,9 km väster om Levkokhóri. 